# 圣莱昂 (洛特-加龙省)
圣莱昂（法語：Saint-Léon，法語發音：[sɛ̃ leɔ̃]）是法国洛特-加龙省的一个市镇，属于内拉克区。

## 地理
圣莱昂（44°17'33"N, 0°14'32"E）面积9.6 平方千米，位于法国新阿基坦大区洛特-加龍省，该省份为法国西南部内陆省份，北起多爾多涅省，西接吉倫特省和朗德省，南至热尔省，东临塔恩-加龙省和洛特省。
与圣莱昂接壤的市镇（或旧市镇、城区）包括：科贝尔、达马藏、皮什达日奈、凯朗自由城。

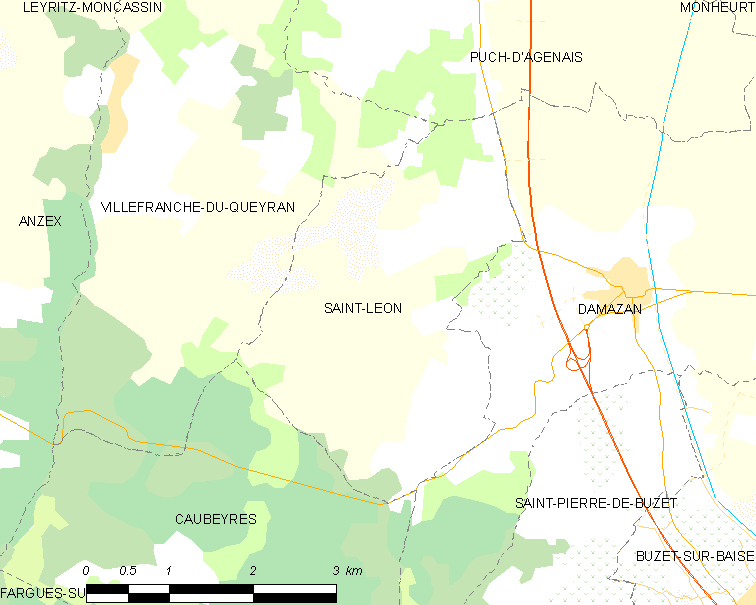
的OSM定位图

圣莱昂的时区为UTC+01:00、UTC+02:00（夏令时）。

## 行政
圣莱昂的邮政编码为47160，INSEE市镇编码为47251。

## 政治
圣莱昂所属的省级选区为拉瓦达克县。

## 人口

1962-2008年间人口变化图示

圣莱昂于2022年1月1日时的人口数量为326人。